# Scouleria patagonica
Scouleria patagonica är en bladmossart som beskrevs av Georg Friedrich von Jaeger 1876. Scouleria patagonica ingår i släktet Scouleria och familjen Grimmiaceae. Inga underarter finns listade i Catalogue of Life.